# Klaus Schatz
Klaus Schatz (Simmern, 24 de febrero de 1938) es un sacerdote católico, teólogo e historiador de la iglesia alemán.

## Biografía
Después de graduarse de la escuela secundaria, estudió historia y latín en las universidades de Mainz, Munich y Münster de 1956 a 1962. Inspirado por su pertenencia al Círculo Paulino de la Congregación Mariana en torno al padre jesuita Walter Mariaux, ingresó en la orden de los jesuitas en 1962 y, tras dos años de noviciado en el castillo de Eringerfeld, continuó sus estudios en la Universidad Filosófico-Teológica de Sankt Georgen. En 1975 obtuvo un doctorado en Historia de la Iglesia en la Pontificia Universidad Gregoriana de Roma. De 1975 a 2006 enseñó como profesor de historia de la iglesia en Sankt Georgen. Es conocido por numerosas publicaciones sobre la historia de la orden de los jesuitas, el Concilio Vaticano I y el primado papal. Algunas de sus obras han sido traducidas a varios idiomas.

## Obras traducidas al español
- Historia de la Iglesia contemporánea, Barcelona, Herder (Biblioteca de Teología, 16), 1993.
- El primado del papa. Su historia desde los orígenes hasta nuestros días, Santander, Sal Terrae, 1996.
- Los concilios ecuménicos: encrucijadas en la historia de la iglesia, Madrid, Trotta, 1999.